# Cal Raspall
|  | Per a altres significats, vegeu «Cal Raspall de Renardes». |

Cal Raspall és un edifici al municipi de Vallbona d'Anoia catalogat a l'Inventari del Patrimoni Arquitectònic de Catalunya. Construcció de pedra i teules que consta de planta baixa, un pis i una galeria. A l'entrada, portal adovellat amb escut nobiliari (tres ferradures) i la data 1578. a la part baixa que fa angle hi presenta algun contrafort. Es troba al peu de l'antic camí ral a l'Aragó. Segons Castellanos, aquí hi ferraven els matxos abans de seguir camí. Segons mossèn Avinyó va ser fundada per una de les branques del castell de Cabrera i va conservar el nom dels Mora fins que una pubilla, a principis de segle xix, es casà amb l'hereu de Can Raspall del plà.